# Pyrethrum arrasanicum
Pyrethrum arrasanicum là một loài thực vật có hoa trong họ Cúc. Loài này được (C.G.A. Winkl.) O. Fedtsch. & B. Fedtsch. miêu tả khoa học đầu tiên năm 1911.